# Прапор Попасної
Пра́пор Попасної — офіційний символ міста Попасна, затверджений 29 серпня 2012 року рішенням сесії міської ради № 30/4.

## Опис
Прапор міста Попасна являє собою прямокутне полотнище синього кольору із співвідношенням сторін 2:3. У верхньому лівому кутку полотнища — герб міста Попасна.